# Klaus Töpfer
Klaus Töpfer (Waldenburg, 29 luglio 1938 – Monaco di Baviera, 8 giugno 2024) è stato un politico tedesco, membro dell'Unione Cristiano-Democratica di Germania.

## Biografia
Klaus Töpfer nacque a Waldenburg (l'attuale Wałbrzych, in Polonia) il 29 luglio 1938. Studiò economia prima a Magonza, poi a Francoforte e infine a Münster. Nel 1968 conseguì un dottorato in economia presso l'Università di Münster.
Nel 1971 Klaus Töpfer fu nominato capo della pianificazione e dell'informazione dello Stato federato del Saarland, incarico che mantenne fino al 1978. Durante questo periodo, lavorò anche come professore invitato presso l'Università tedesca di scienze amministrative di Spira- Trascorse l'anno successivo all'Università di Hannover come docente e direttore dell'Istituto per la ricerca e la pianificazione territoriale.

### Carriera
Nel 1972 aderì all'Unione Cristiano-Democratica di Germania. Nel 1985 divenne ministro dell'ambiente e della salute della Renania-Palatinato durante la presidenza di Bernhard Vogel.
Nel 1987 Klaus Töpfer entrò all'interno del governo del cancelliere Helmut Kohl, assumendo l'incarico di ministro federale dell'ambiente, della conservazione della natura e della sicurezza nucleare. Dal 1994 al 1998 fu invece ministro federale del territorio, delle città e dell'edilizia. Fu eletto inoltre membro del Bundestag nel 1990 in rappresentanza del Saarland e membro del comitato direttivo della CDU nel 1992. Sei anni dopo si dimise dalla carica di ministro e non si ricandidò in Parlamento alle elezioni dello stesso anno.
Sempre nel 1998 Klaus Töpfer venne eletto direttore esecutivo del Programma delle Nazioni Unite per l'ambiente a Nairobi. Negli stessi anni ricoprì anche i ruoli di sottosegretario generale delle Nazioni Unite e direttore generale dell'Ufficio dell'ONU. Eletto per un secondo mandato, rimase in carica fino al marzo 2006.
Nel 2009 KlausTöpfer venne nominato direttore dell'Istituto per gli studi avanzati sulla sostenibilità di Potsdam, svolgendo quindi ricerche tra i problemi climatici e lo sviluppo sostenibile.
Nel febbraio 2012, poco dopo le dimissioni del presidente federale Christian Wulff, venne menzionato il suo nome tra quelli dei possibili candidati alla presidenza tedesca. Alla fine venne scelto Joachim Gauck come candidato per le elezioni presidenziali del 2012.

### Morte
Klaus Töpfer morì a Monaco di Baviera l'8 giugno 2024, all'età di 85 anni.

## Vita privata
Sposatosi nel 1968, ebbe tre figli.